# Волдек
Волдек (њем. Woldegk) град је у њемачкој савезној држави Мекленбург-Западна Померанија. Једно је од 53 општинска средишта округа Мекленбург-Штрелиц. Према процјени из 2010. у граду је живјело 3.888 становника. Посједује регионалну шифру (AGS) 13055078.

## Географски и демографски подаци
Волдек се налази у савезној држави Мекленбург-Западна Померанија у округу Мекленбург-Штрелиц. Град се налази на надморској висини од 110 метара. Површина општине износи 103,7 km². У самом граду је, према процјени из 2010. године, живјело 3.888 становника. Просјечна густина становништва износи 37 становника/km².